# وفاة فينسنت فان خوخ

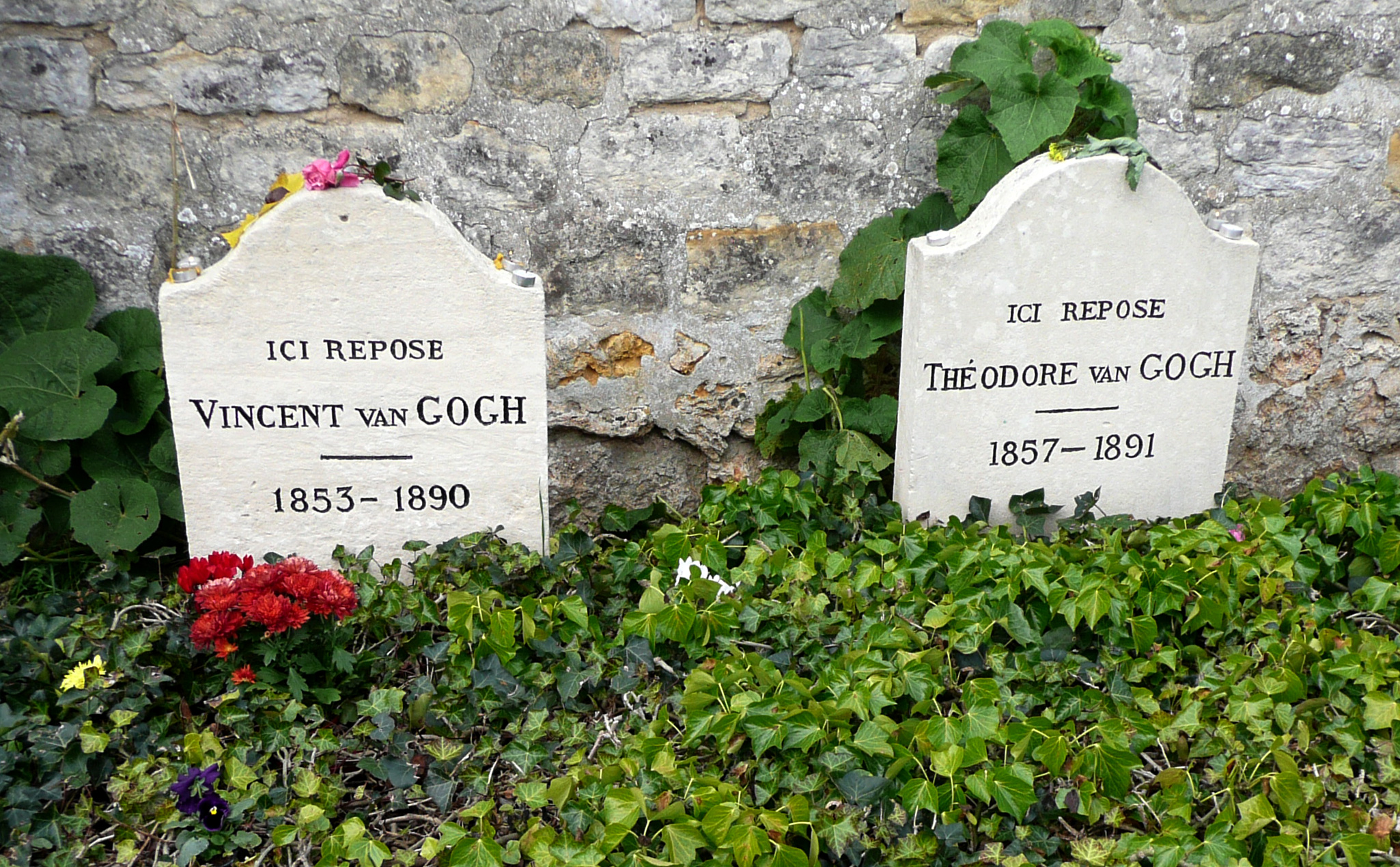
دُفِنا فينسنت وشقيقه ثيو معاً في اوفيغس سو وا. يحمل حجر فنسنت النقش: هنا يقع فينسنت فان خوخ Ici Repose Vincent van Gogh (1853–1890)، وعلى قبر ثيو: هنا يقع ثيو فان خوخ Ici Repose Theodore van Gogh (1857–1891).

تُوفي الرسام الهولندي الانطباعي فينسنت فان خوخ في الصباح الباكر من 29 يوليو 1890 في غرفته في اوبيغج غافو (بالفرنسية: Auberge Ravoux)‏ في قرية اوفيغس سو وا (بالفرنسية: Auvers-sur-Oise)‏ في شمال فرنسا. تم إطلاق النار على فان خوخ في المعدة، إما بنفسه أو بواسطة آخرين، وتوفي بعد ذلك بيومين.

## خلفية

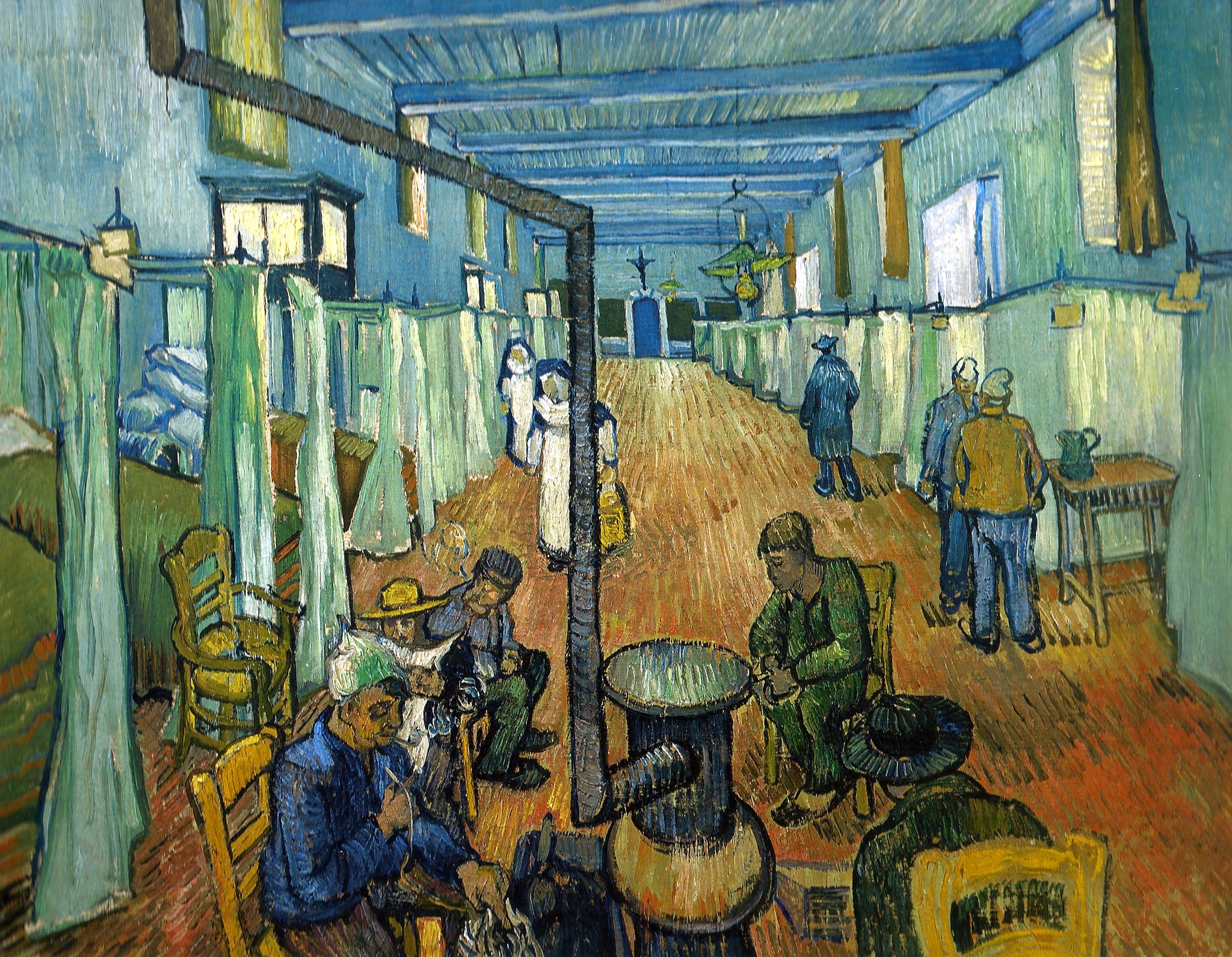
وارد في المستشفى في آرل، فينسنت فان خوخ (1889).

### الشعور المبكر للوفاة قبل الوفاة
في وقت مبكر من عام 1883 كتب فينسنت فان خوخ إلى شقيقه ثيو:«... بالنسبة للوقت الذي لا يزال أمامي للعمل، أفترض بأمان أن جسدي سوف يصمد لعدد معين من السنوات... بين 6 و10 سنوات على سبيل المثال، قل»، «... يجب أن أخطط لمدة تتراوح بين 5 و 10 سنوات...» يفسر رونالد دي ليو هذا على أنه فان خوخ «معبراً عن شعوره بأن لديه على الأكثر عشر سنوات أخرى من الحياة ليحقق أهدافه».

### تدهور الصحة العقلية
عانى فان خوخ في عام 1889 من تدهور في صحته العقلية. نتيجة لحوادث في آرل أدّت إلى إدخاله مستشفى . تحسنت حالته وكان جاهزًا للخروج بحلول مارس (آذار) 1889، بالتزامن مع زفاف شقيقه ثيو بـ جوانا بونغر. ومع ذلك، في اللحظة الأخيرة ألغى قراره وأخبر فريديريك ساليس، الذي عمل كقسيس غير رسمي لمرضى البروتستانت في المستشفى، أنه يريد أن يقتصر على اللجوء. بناء على اقتراح ساليس، اختار فان خوخ اللجوءإلى بلديّة سان ريمي. عارض ثيو هذا الاختيار، حتى أنه اقترح أن ينضم فينسنت إلى بول غوغان في بونت آفين، وقبل في النهاية ووافق على دفع رسوم اللجوء (قام بطلب أرخص سكن من الدرجة الثالثة). دخل فينسنت اللجوء في أوائل مايو (آيار) 1889. ظلت حالته العقلية مستقرة لبعض الوقت وكان قادرًا على العمل في الهواء الطلق، مما أدى إلى إنتاج العديد من لوحاته الأكثر شهرة، مثل ليلة مرصعة بالنجوم. بعد رحلة إلى آرل في نهاية يوليو، عانى من انتكاسة خطيرة استمرت لمدة شهر. تعافى بعدها بشكل جيدٍ ليعاني انتكاسة أخرى في أواخر ديسمبر 1889، وفي أوائل يناير التالي انتكاسة حادة أثناء تقديمه رسمة  مدام جينو في آرل. وصف جان هولسكر الانتكاسة الأخيرة بأنها الأطول والأشد حزناً، استمرت حتى مارس 1890. في مايو 1890 تم إخراج فينسنت من اللجوء (آخر لوحة أنتجها في اللجوء كانت عند بوابة الخلود، صورة من الخراب واليأس)، وبعد قضاء بضعة أيام مع ثيو وجو في باريس، ذهب فينسنت للعيش في اوفيغس سو وا، وهي بلدة تقع شمال باريس وتشتهر بالفنانين.

## إطلاق النار

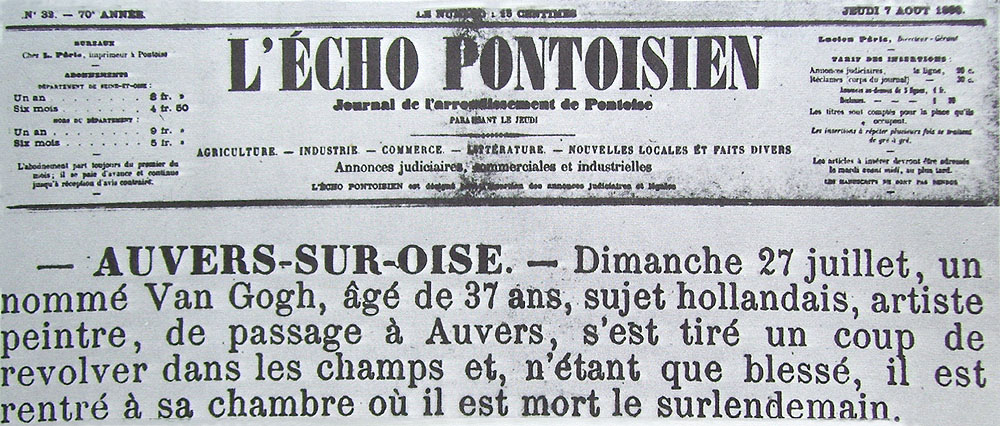
مقالة عن وفاة فان خوخ من صحيفة ليكو بونتوازيان الفرنسية، 7 أغسطس 1890.

كانت أديلين رافو ابنة صاحب الحانة تبلغ من العمر 13 عامًا فقط في آنذاك، تذكرت بوضوح أحداث يوليو 1890. في رواية كُتِبَت عن الحادثة عندما كانت في السادسة والسبعين (76)، شرحت كيف غادر فان خوخ النزل في 27 يوليو بعد الإفطار معززة بتذكير والدها المتكرر. نظراً لعادات الفنان، أصبحت العائلة قلقة عندما لم يعد عند الغسق(المغرب). ليصل بعد حلول الليل، على الأرجح كانتِ الساعة التاسعة مساءً، وكان ممسكًا بطنه. سألت والدة أديلين عما إذا كانت هناك مشكلة. بدأ فان خوخ يجيب بصعوبة، «لا، لكن لدي...» بينما كان يصعد الدرج إلى غرفته. عندما سُئِلَ عما إذا كان مريضاً، أظهر له فان خوخ جرحاً بالقرب من قلبه، موضحاً «حاولت قتل نفسي». خلال الليل، اعترف فان خوخ أنه كان في طريقه إلى حقل القمح حيث كان يرسم مؤخراً. خلال فترة ما بعد الظهر، أطلق النار على نفسه وتوفي. كان قد أحيا ببرودة المساء محاولاً دون جدوى العثور على المسدس لإكمال الفعل لكنه لم ينجح بذلك وعاد إلى النزل.
قام أنطون هيرشيج وهو والد أديلين، وهو فنان هولندي مقيم في النزل، بإرسال تنبيه للطبيب المحلي، والذي تبين بأنه غائب. ثم اتصل بصديق وطبيب فان خوخ، الدكتور غاشيت، الذي قام بتلبيس الجرح لكنه غادر على الفور، معتبرًا أنه حالة ميئوس منها. قضت أديلين ووالدها تلك الليلة على سرير فان خوخ. كان يدخن الفنان في بعض الأحيان، ويئن في بعض الأحيان لكنه بقي صامتاً طوال الليل تقريباً، كان يتلاشى من وقت لآخر. في صباح اليوم التالي، قام اثنان من رجال الدرك بزيارة النزل، لاستجواب فان خوخ حول محاولته للانتحار. رد عليهم حينها ببساطة:«جسدي لي ولدي الحرية في أن أفعل ما أريد به. لا تتهم أحداً، أنا الذي أردت الانتحار».
بمجرد فتح مكتب البريد صباح الاثنين، أرسل والد أديلين برقية إلى ثيو، شقيق فان خوخ، والذي وصل بالقطار خلال فترة ما بعد الظهر. تشرح أديلين رافوكس كيف شاهد الاثنان فان خوخ الذي سقط في غيبوبة وتوفي في حوالي الساعة الواحدة صباحاً. (سُجِلَت شهادة الوفاة وقت الوفاة على أنها 1.30 صباحاً). في رسالة إلى أخته Lies، أخبر ثيو مشاعر أخيه قبل وفاته بقليل:«لقد أراد هو نفسه أن يموت. عندما جلست عند سريره وقال أننا سنحاول تحسينه وأننا نأمل في أن ينجو بعد ذلك من هذا النوع من اليأس، قال،» الحزن سيستمر إلى الأبد«. فهمت ما يريد قوله مع هؤلاء الكلمات».

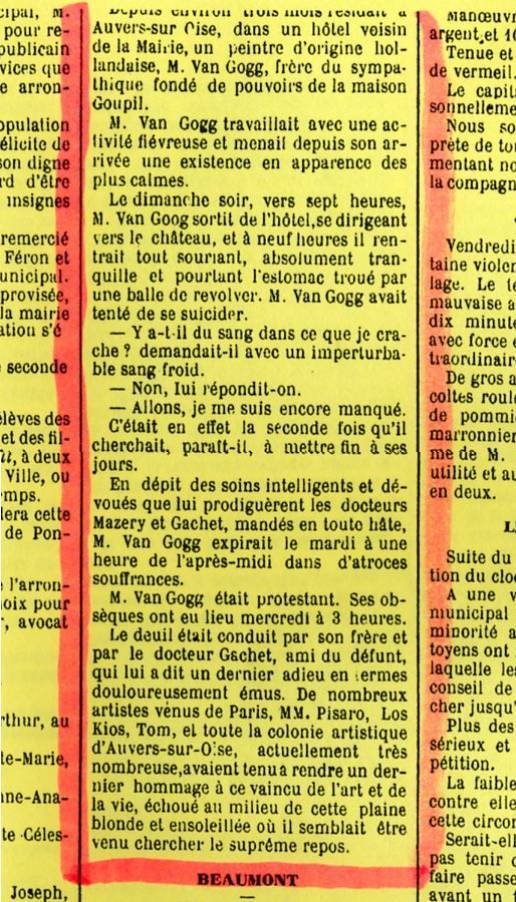
تقرير صحيفة لو ريجيونال عن انتحار فان خوخ وجنازته في 7 أغسطس 1890.

أشارت جوانا زوجة ثيو في مذكراتها في ديسمبر 1913 أولاً إلى رسالة من زوجها بعد وصوله إلى سرير فينسنت:«كان سعيداً لأنني جئت ونحن معًا طوال الوقت... زميل مسكين، سقطت بعض السعادة من نصيبه، ولم تتركه الأوهام. العبء يصبخ ثقيلاً في بعض الأحيان ويشعر بالوحدة...» وبعد وفاته، كتب:«كانت إحدى كلماته الأخيرة،» أتمنى أن أرحل هكذا«، وتم تحقيق أمنيته. لحظات قليلة وانتهى كل شيء. لقد وجد الباقي الذي لم يتمكن من العثور عليه على وجه الأرض...»
يروي إميل برنارد قصة مختلفة قليلاً، وهو فنان وصديق فان خوخ وصل إلى القرية في 30 يوليو لحضور الجنازة، وضح أن فان خوخ خرج إلى الريف مساء الأحد، "ترك حامله وذهب وراء القصر وأطلق رصاصة مسدس على نفسه". يتكلم إميل كيف قال فان خوخ "كان انتحاره متعمداً تماماً وأنه فعل ذلك بوضوح... عندما غاشيه أنه لا يزال يأمل في إنقاذ حياته، رد
الجنازة
بالإضافة إلى ما قالته أديلين رافو، فإن رسالة إميل برنارد إلى ألبرت أورير قدمت تفاصيل الجنازة التي عقدت بعد ظهر يوم 30 يوليو 1890. تم وضع جثة فان خوخ في «غرفة الرسام» حيث كانت محاطة بـ«هالو» من لوحاته الأخيرة وكتل من الزهور الصفراء بما في ذلك نباتات الداليا وعباد الشمس. وقف حامله وهو حامل مقعده القابل للطي وفرشته أمام التابوت. ومن بين الذين وصلوا إلى الغرفة الفنانون لوسيان بيسارو وأوغست لاوزت. حُمِل التابوت إلى الجرس عند الساعة الثالثة. صعدت الجميع خارج القرية في أشعة الشمس الحارة بما فيهم ثيو وكان العديد يبكون بشكل يرثى له. كانت المقبرة الصغيرة ذات شواهد القبور الجديدة على تلة صغيرة فوق الحقول. حاول الدكتور غاشيت كبح دموعه، عبر عن نفسه ببضع كلمات مدح معرباً عن إعجابه بـ«رجل أمين وفنان عظيم... كان لديه هدفان فقط، هما الفن والإنسانية».